# Sporobolus pinetorum
Sporobolus pinetorum är en gräsart som beskrevs av Weakley och Paul M. Peterson. Sporobolus pinetorum ingår i släktet droppgräs, och familjen gräs. Inga underarter finns listade i Catalogue of Life.